# L'Hospitalovo pravidlo
L'Hospitalovo pravidlo umožňuje za určitých předpokladů vypočítat limitu ve vlastním či nevlastním bodě podílu dvou reálných funkcí reálné proměnné v případě, že výpočet limity podílu vede na neurčitý výraz. Říká, že limita podílu dvou funkcí, které splňují jisté předpoklady, je rovna limitě podílu derivací těchto funkcí:
{\displaystyle \lim _{x\to a}{\frac {f(x)}{g(x)}}=\lim _{x\to a}{\frac {f'(x)}{g'(x)}}}.
Pravidlo bylo poprvé publikováno matematikem Guillaumem de l'Hôpitalem v jeho knize Analyse des Infiniment Petits pour l'Intelligence des Lignes Courbes, avšak objevitelem je pravděpodobně Johann Bernoulli, z jehož přednášek L'Hospital svou knihu sestavoval.

## Předpoklady platnosti

### Nenulovost funkcí ve jmenovateli
Funkce {\displaystyle g} a {\displaystyle g'} musí být nenulové na nějakém okolí čísla {\displaystyle a} (jinak tvrzení nemá smysl z důvodu dělení nulou), pokud např. {\displaystyle a=+\infty }, pak jeho okolím jsou množiny, které obsahují interval {\displaystyle (r,+\infty )} pro nějaké {\displaystyle r}, takže například funkce {\displaystyle g(x)=\sin x} předpoklad nesplňuje.

### Typ limity na levé straně
Musí platit právě jedna z uvedených podmínek:
- {\displaystyle \lim _{x\to a}f(x)=\lim _{x\to a}g(x)=0}

- {\displaystyle \lim _{x\to a}f(x)=\pm \infty } a {\displaystyle \lim _{x\to a}g(x)=\pm \infty }.

Jinak řečeno, musí být buď obě limity nulové, nebo limita ve jmenovateli nevlastní. Tyto případy jsou nazývány limita typu {\displaystyle {\frac {0}{0}}} resp. {\displaystyle {\frac {\pm \infty }{\pm \infty }}}. Příkladem jsou funkce {\displaystyle f(x)=x+2} a {\displaystyle g(x)=x+1}, které tento předpoklad nesplňují. Limita jejich podílu v nule je rovna dvěma, ačkoli dle L'Hospitalova pravidla by vyšla jedna.

### Existence limity na pravé straně
Musí existovat vlastní nebo nevlastní limita {\displaystyle \lim _{x\to a}{\frac {f'(x)}{g'(x)}}}. Tento předpoklad je podstatný jen pro to, abychom z neexistence limity podílu derivací nevyvozovali neexistenci limity podílu původních funkcí. Příkladem jsou funkce {\displaystyle f(x)=x^{2}\sin {\frac {1}{x^{2}}}} a {\displaystyle g(x)=x} pro {\displaystyle x\to 0}. Pro ně platí {\displaystyle {\frac {f'(x)}{g'(x)}}=2x\sin {\frac {1}{x^{2}}}-{\frac {2}{x}}\cos {\frac {1}{x^{2}}}}, první člen jde k nule, ale druhý v blízkosti nuly osciluje mezi funkcí {\displaystyle {\frac {2}{x}}} a {\displaystyle -{\frac {2}{x}}}. Proto neexistuje limita podílu derivací, ale původní limita je rovna nule, což plyne z toho, že pro každé {\displaystyle x} leží {\displaystyle {\frac {f(x)}{g(x)}}} v intervalu {\displaystyle \langle -|x|,|x|\rangle }.

## Příklad
Určeme limitu {\displaystyle \lim _{x\to +\infty }{\frac {x^{2}-3}{x^{5}-6}}}, tj. {\displaystyle f(x)=x^{2}-3} a {\displaystyle g(x)=x^{5}-6}.

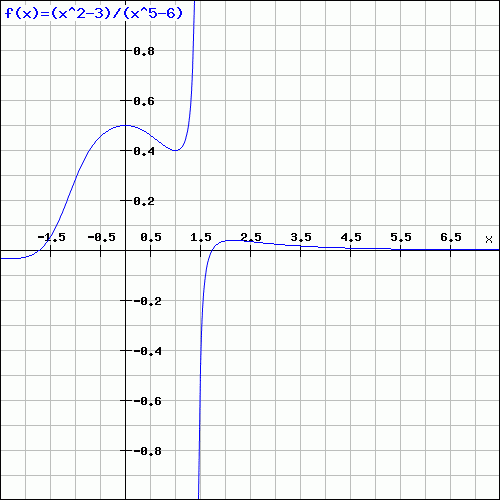
Graf funkce k příkladu.

Všechny předpoklady kromě posledního jsou splněny. Poslední není na první pohled zřejmý, je nutno ověřit existenci limity podílu prvních derivací uvedených funkcí {\displaystyle \lim _{x\to +\infty }{\frac {2x}{5x^{4}}}}. Ověření provedeme opakovanou aplikací L'Hospitalova pravidla na limitu podílu prvních derivací uvedených funkcí , tj. limita podílu druhých derivací uvedených funkcí je pak {\displaystyle \lim _{x\to +\infty }{\frac {2}{20x^{3}}}=0}. Z toho plyne, že jsou splněny předpoklady opakované aplikace L'Hospitalova pravidla, proto platí {\displaystyle \lim _{x\to +\infty }{\frac {2x}{5x^{4}}}=0}. Teprve z toho plyne, že můžeme L'Hospitalovo pravidlo použít i na náš původní příklad a platí {\displaystyle \lim _{x\to +\infty }{\frac {x^{2}-3}{x^{5}-6}}=0}.